# Reinhold Kleebaum
Reinhold Kleebaum (* 23. Februar 1959) ist ein ehemaliger deutscher Radrennfahrer und nationaler Meister im Radsport.

## Sportliche Laufbahn
Kleebaum war im Bahnradsport aktiv. 1981 gewann er die nationale Meisterschaft in der Mannschaftsverfolgung mit der RSG Wiesbaden. Mit ihm holten Bodo Zehner, Roland Günther und Robert Schmidt die Meisterschaft. 1982 verteidigte dieser Vierer den Titel. 1983 waren Kleebaum, Günter Kobek, Roland Günther und Bodo Zehner im Meisterschaftsrennen erfolgreich. 1979 und 1984 wurde Kleebaum Vize-Meister. 1983 siegte er mit Günter Kobeck in der Meisterschaft im Zweier-Mannschaftsfahren.

## Berufliches
Nach seiner Karriere als Radrennfahrer ist er in einem Fahrradgeschäft in Kempen tätig.

## Anmerkung
In der Datenbank Radsportseiten.net ist sein Vorname falsch geschrieben.
| Personendaten    | Personendaten           |
| ---------------- | ----------------------- |
| NAME             | Kleebaum, Reinhold      |
| ALTERNATIVNAMEN  | Kleebaum, Rheinhold     |
| KURZBESCHREIBUNG | deutscher Radrennfahrer |
| GEBURTSDATUM     | 23. Februar 1959        |